# Amilopectina

Amilopectina.

La amilopectina es un polisacárido que está presente en el almidón, junto con la amilosa. La amilopectina contiene ramificaciones que le dan una forma molecular parecida a la de un árbol: las ramas están unidas al tronco central (semejante a la amilosa) por enlaces α-D-(1,6), localizadas cada 25-30 unidades lineales de glucosa. Su masa y su peso molecular es muy alto ya que algunas fracciones llegan a alcanzar hasta 200 millones de daltones. La amilopectina constituye alrededor del 75% de los almidones más comunes. Algunos almidones están constituidos exclusivamente por amilopectina y son conocidos como céreos. La amilopectina de patata es la única que posee en su molécula grupos éster fosfato, unidos más frecuentemente en una posición O-6, mientras que el tercio restante lo hace en posición O-3. Se diferencia del glucógeno por tener las ramificaciones α-(1,6) cada 25-30 monómeros, pues este tiene sus ramificaciones cada 8-12 unidades de glucosa.
La amilopectina proporciona energía de fácil digestión y rápida disponibilidad para reponer los músculos, se encuentran en los alimentos vegetales (plantas) como patatas, trigo, maíz, arroz o legumbres.
- Datos: Q271643
- Multimedia: Amylopectin / Q271643